# Spermacoce alata
Spermacoce alata är en måreväxtart som beskrevs av Jean Baptiste Christophe Fusée Aublet. Spermacoce alata ingår i släktet Spermacoce och familjen måreväxter. Inga underarter finns listade i Catalogue of Life.